# Herb Drzewicy
Herb Drzewicy – jeden z symboli miasta Drzewica i gminy Drzewica w postaci herbu.

## Wygląd i symbolika
Herb przedstawia w polu czerwonym koronę złotą o trzech kwiatonach nad dwiema rzekami srebrnymi.
Dwie rzeki symbolizować mają Drzewiczkę i Brzuśnię. Korona pochodzi z herbu Ciołek Drzewieckich, w którym stanowi oparcie dla klejnotu.

## Historia

Dawny herb Drzewicy

Herb wzorowany jest na przedstawieniu z pieczęci pochodzącej z XVIII wieku. Pieczęć ta przedstawiała dwie (lub jedną) rzekę w godle i koronę nad tarczą. Według Henryka Seroki, pieczęć ta była w rzeczywistości szlachecka i przypisano ją miastu błędnie. Dodatkowo błędnie zinterpretowano koronę rangową nad tarczą jako element godła. Znana jest pieczęć używana w XVI-XVIII wieku (przyłożona do dokumentu z 1673), która należała bezsprzecznie do miasta i widniała na niej postać św. Mikołaja z godłem herbu Ciołek u stóp.